# Лебедів
Лебедів (Лебедзев, пол. Lebiedziew) — село в Польщі, у гміні Тереспіль Більського повіту Люблінського воєводства. Населення — 337 осіб (2011).

## Історія

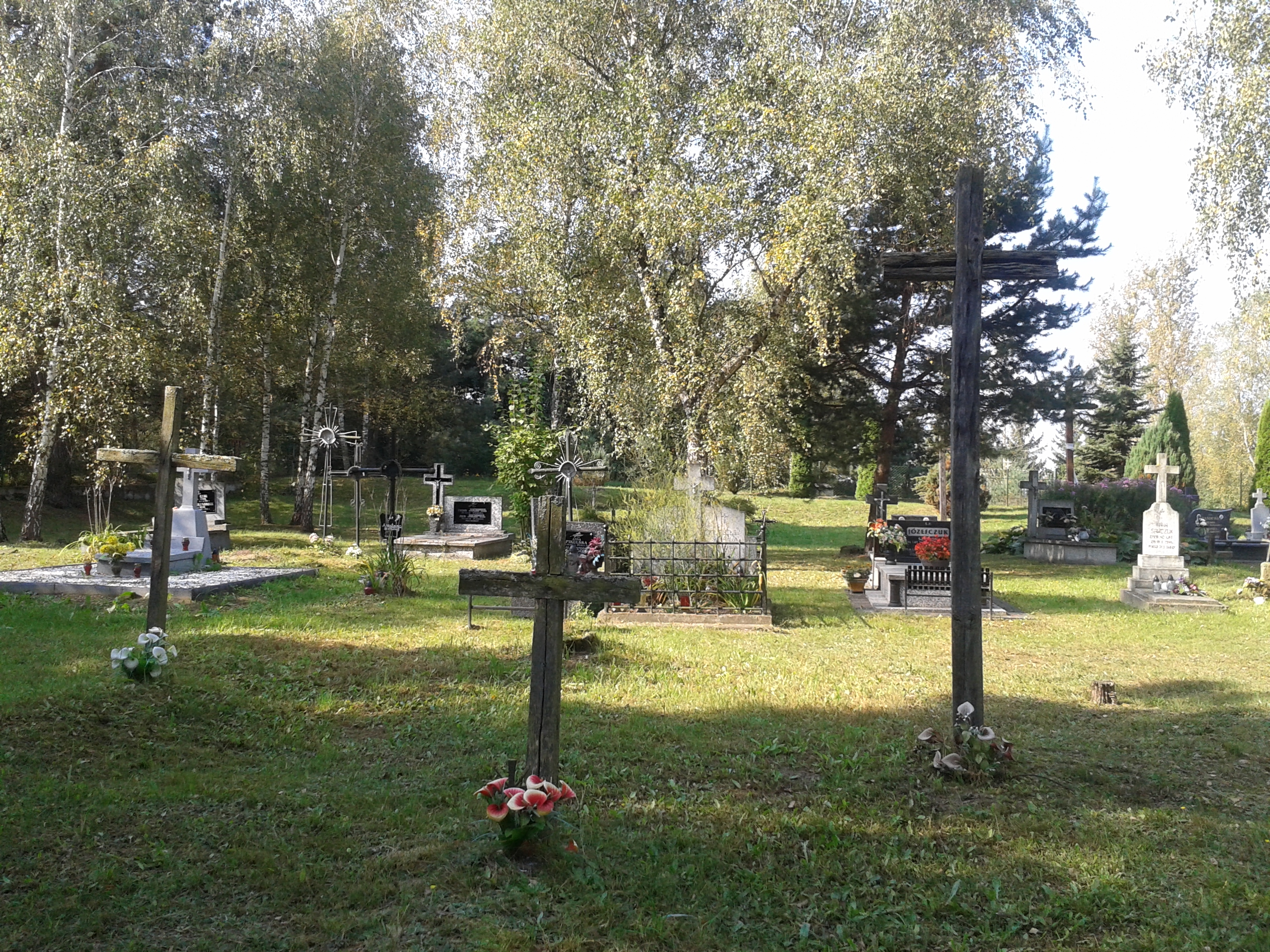
Православний цвинтар

За даними етнографічної експедиції 1869—1870 років під керівництвом Павла Чубинського, у селі переважно проживали греко-католики, які розмовляли українською мовою.
У 1943 році в селі мешкало 89 українців та 413 поляків.
У 1947 році в рамках операції «Вісла» польською армією із села було виселено 22 українці.
У 1975—1998 роках село належало до Білопідляського воєводства.

## Населення
Демографічна структура станом на 31 березня 2011 року:
|          | Загалом | Допрацездатний вік | Працездатний вік | Постпрацездатний вік |
| -------- | ------- | ------------------ | ---------------- | -------------------- |
| Чоловіки | 157     | 27                 | 115              | 15                   |
| Жінки    | 180     | 40                 | 99               | 41                   |
| Разом    | 337     | 67                 | 214              | 56                   |

## Релігія
Вперше церква в Лебедіві згадується 1523 року. У XVI столітті Микола Сапіга заснував у селі православну парафію. На межі XVII та XVIII століть зведена нова місцева дерев'яна церква (зруйнована 1878 року).